# Scyliorhinus tokubee
Scyliorhinus tokubee är en hajart som beskrevs av Shirai, Hagiwara och Nakaya 1992. Scyliorhinus tokubee ingår i släktet Scyliorhinus och familjen rödhajar. IUCN kategoriserar arten globalt som otillräckligt studerad. Inga underarter finns listade i Catalogue of Life.